# Louis-Charles-Joseph d'Esclaibes de Clairmont d'Avranville
Louis-Charles-Joseph d'Esclaibes de Clairmont d'Avranville est un homme politique français né le 17 novembre 1746 au château de Clairmont, paroisse de Béthencourt (Nord) et décédé le 9 décembre 1818 à Saint Dizier (Haute-Marne).

## Biographie
Louis Charles Joseph d'Esclaibes naît le 17 novembre 1746 au château de Clairmont ou Clermont, fils de messire Ferdinand Michel Joseph d'Esclaibes, chevalier, comte de Clairmont, seigneur d'Inchy, Beaumont, Proyelles, et de Marie Anne Louise de Carondelet, dame d'Odomez. Il est baptisé le lendemain dans l'église de Béthencourt . Par son père, il descend de Georges Basta, comte d'Hust . 
Avant la Révolution, il sert le roi comme officier au régiment Royal-Infanterie. Il est fait chevalier de l'ordre royal et militaire de Saint-Louis.
Peu d'années avant la Révolution, il achète la terre d'Avranville (Vosges), près de Saint Dizier, alors dans le bailliage de Chaumont en Bassigny

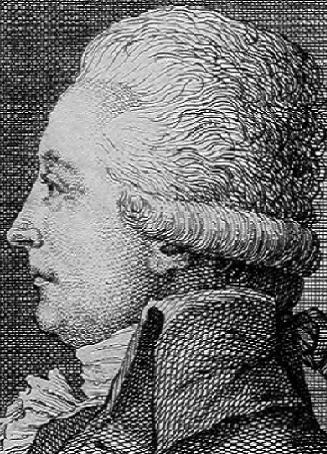
Louis Charles Joseph d'Esclaibes de Clairmont

Il est élu député de la Noblesse aux états généraux de 1789 pour le bailliage de Chaumont-en-Bassigny. 
Il siège à l'assemblée constituante jusqu'en 1791, à droite, en se montrant fidèle au mandat de ses électeurs et à l'Ancien Régime.
Il se prononce contre l'abolition de la Noblesse, contre les assignats 

### Mariage et descendance
Émigré à partir de 1793, à la suite de la Loi des suspects, il épouse en 1801 Louise Charlotte Robertine Bouchelet de Neuville (château de Clairmont, 13 février 1778 - château de Villers Saint Amand, Belgique, 2 avril 1848), fille d'Auguste François Joseph Bouchelet de Neuville et de Françoise Robertine d'Esclaibes. Trois filles sont issues de ce mariage :
- Louise Françoise Henriette d'Esclaibes, morte sans alliance en 1827 ;.
- Aglaé Théodore Françoise d'Esclaibes (Moutiers sur Saulx, 6 février 1803 - Douai, 20 mars 1835), mariée à Saint Dizier le 19 mai 1828 avec le vicomte Edouard Cossée de Maulde (1802-1857) ;
- Hyacinthe Eugénie Aurore d'Esclaibes (Moutiers sur Saulx 23 fructidor XII - Maulde, Belgique, 20 août 1834), mariée à Douai le 14 novembre 1831 avec le vicomte Alfred Cossée de Maulde (1805-1880).

Louis Charles Joseph d'Esclaibes est l'arrière grand oncle d'Adrien d'Esclaibes d'Hust .

## Sources
- « Louis-Charles-Joseph d'Esclaibes de Clairmont d'Avranville », dans Adolphe Robert et Gaston Cougny, Dictionnaire des parlementaires français, Edgar Bourloton, 1889-1891 [détail de l’édition]

## Pages connexes
- Liste des députés aux Etats-généraux de 1789.